# Volo Air Algérie 5017
Il volo Air Algérie 5017 era un collegamento passeggeri internazionale di linea da Ouagadougou, Burkina Faso, ad Algeri, Algeria, precipitato nei pressi di Gossi, Mali, il 24 luglio 2014. Il McDonnell Douglas MD-83 con 110 passeggeri e 6 membri dell'equipaggio a bordo, operato da Swiftair per conto di Air Algérie, scomparve dai radar circa cinquanta minuti dopo il decollo. Non ci furono sopravvissuti.
Il Bureau d'Enquêtes et d'Analyses pour la sécurité de l'aviation civile (BEA), che assistette le autorità maliane, pubblicò il rapporto finale di indagine nell'aprile 2016, concludendo che, mentre l'aereo era in volo con il pilota automatico, l'accumulo di ghiaccio sui motori causò una riduzione della spinta che portò a uno stallo ad alta quota. L'equipaggio non riuscì a riprendersi e l'aereo precipitò al suolo. Il BEA formulò diverse raccomandazioni ad Air Algérie, all'Amministrazione federale dell'aviazione degli Stati Uniti e ai governi del Burkina Faso e del Mali. Fino a quando non sarà confermato il numero di vittime dell'incidente del 2023 di un Il-76 a Gao, l'incidente del volo 5017 rimane il peggiore nella storia dell'aviazione maliana.

## L'aereo

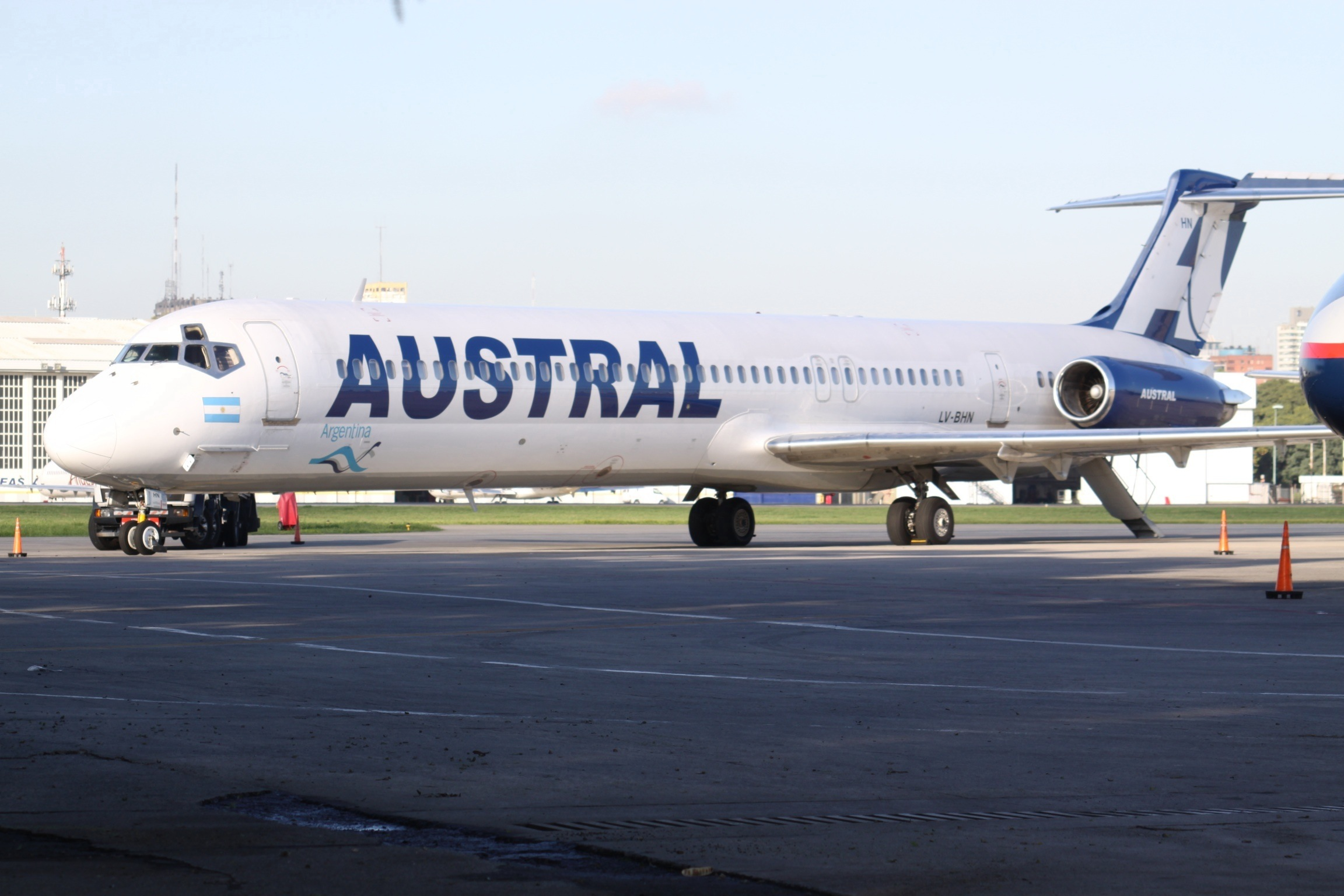
L'aereo (prima operato da Austral Líneas Aéreas come LV-BHN), all'aeroporto di Buenos Aires nel marzo 2008.

Il velivolo coinvolto era un McDonnell Douglas MD-83, registrato EC-LTV, msn 53190, numero di linea 2148. L'aereo aveva prima volato nel giugno del 1996 come SU-ZCA, entrando in servizio con la Heliopolis Airlines il 23 agosto. Era stato poi registrato nuovamente come N190AN per AWAS. Il 13 febbraio 1998, era stato registrato come HK-4173X con Avianca, tornando al numero di registrazione N190AN il successivo 17 agosto 2000.
Il velivolo era stato restituito alla AWAS il 22 dicembre 2006 ed era stato nuovamente registrato come LV-BHN per Austral Líneas Aéreas il 19 gennaio 2007. Fu di nuovo restituito ad AWAS come N190AN il 30 marzo 2012, prima di essere registrato dalla Swiftair come EC-LTV il 24 ottobre 2012. Sotto la compagnia Swiftair, l'aereo era operato in wet lease con CCM Airlines, Jetairfly, Royal Air Maroc, Vueling e altre compagnie aeree prima di essere preso a noleggio da Air Algérie per offrire maggiore capacità di trasporto per la stagione estiva. I motori del velivolo erano Pratt & Whitney JT8D.

## Passeggeri ed equipaggio
I passeggeri dell'aereo erano 110; di questi, 52 erano cittadini francesi, di cui almeno 33 militari francesi in servizio in Africa, tra cui tre alti funzionari dei servizi segreti. A bordo c'era anche un alto dirigente di Hezbollah che si era finto uomo d'affari in Senegal e Burkina Faso. Altri passeggeri provenivano da Burkina Faso, Libano, Algeria, Spagna, Canada, Germania e Lussemburgo. Un rappresentante di Air Algérie in Burkina Faso, Kara Terki, dichiarò in una conferenza stampa che tutti i passeggeri erano diretti verso l'Europa, il Medio Oriente o il Canada. Il numero di persone con cittadinanza multipla a bordo era apparentemente elevato. L'ambasciata libanese ad Abidjan stimò che il numero di cittadini libanesi presenti sul volo, alcuni dei quali con doppia nazionalità, fosse di almeno 20. Un cileno aveva anche nazionalità francese. Inizialmente c'era incertezza sull'esatto numero di cittadini francesi e sul numero di passeggeri a bordo.
Il 25 luglio, il presidente francese François Hollande ha dichiarato che non c'erano sopravvissuti. Tutte le vittime venneri identificate entro il 19 novembre, quasi 4 mesi dopo l'incidente.
I membri dell'equipaggio del volo 5017 erano il comandante Agustín Comerón Mogio (47), il primo ufficiale Isabel Gost Caimari (42) e quattro assistenti di volo; tutti e sei erano spagnoli.
Il comandante aveva un'esperienza di volo totale di 12 988 ore, di cui 8 689 come comandante e di cui 10 007 sugli MD-80. Dal 1989 al 1994 era stato copilota su un McDonnell Douglas MD-80 con Centennial. Dal 1997 al 2012 era stato copilota e successivamente promosso comandante per la Spanair. Infine, entrò a far parte di Swiftair come comandante di MD-80. Aveva prestato servizio per la missione ONU in Africa a Khartoum, in Sudan, pilotando aerei in varie località del continente, tra cui Ouagadougou. Dall'inizio delle sue operazioni con Air Algerie, il 20 giugno 2014, il comandante Mogio aveva effettuato 45 voli e 100 ore di volo.
Il primo ufficiale Isabel Gost Caimari aveva accumulato un'esperienza di volo totale di 7 016 ore di volo, di cui 6 180 come copilota su MD-80. Dal 20 giugno 2014, data di inizio delle operazioni con Air Algerie, aveva effettuato 43 voli con 93 ore di volo. Dal 1995 al 1998 era diventata dispatcher presso Spanair; dal 1998 al 2012, come copilota su un MD-80 in Spanair, e il 1º giugno 2013 era entrata in Swiftair S.A. come copilota su un MD-80. Tra il 1998 e il 2012, come copilota di Spanair, aveva volato su diversi aerodromi in Africa, tra cui quello di Ouagadougou.

## L'incidente
Il volo 5017 partì dall'aeroporto di Ouagadougou all'01:15 ora locale (UTC) del 24 luglio 2014. L'atterraggio era previsto all'aeroporto Houari Boumediene di Algeri alle 05:10 ora locale (04:10 UTC).
Il volo raggiunse l'altitudine di crociera, livello di volo 310 (31 000 piedi (9 400 m)), e la velocità di 280 nodi (520 km/h) (IAS) 22 minuti dopo la partenza. Circa due minuti dopo, l'aereo iniziò a perdere gradualmente velocità, pur mantenendo la sua altitudine sebbene alla fine la velocità fosse scesa a 200 nodi (370 km/h). Dopo un periodo di tempo imprecisato, l'aereo iniziò a scendere e la velocità scese a 160 nodi (300 km/h). Successivamente, l'aereo effettuò una virata a sinistra e iniziò a perdere quota più rapidamente, scendendo a spirale. La registrazione dei dati di volo si interruppe all'01:47; in quel momento l'aereo si trovava ad un'altitudine di 1 600 piedi (490 m) e ad una velocità di 380 nodi (700 km/h). Si schiantò al suolo a 890 piedi (270 m) di altezza circa un secondo dopo.
Il 28 luglio venne rivelato che l'equipaggio del volo aveva chiesto di tornare in Burkina Faso, dopo aver chiesto in un primo momento di deviare dalla rotta a causa del maltempo. In quel momento nell'area era presente un sistema convettivo a mesoscala e l'aereo aveva deviato a sinistra della sua rotta per evitarlo. Vennero acquisite immagini satellitari che apparentemente identificavano il leggero bagliore dell'impatto dell'aereo ai margini della tempesta.
Inizialmente c'erano rapporti contrastanti sul luogo dell'incidente. La rotta di volo del velivolo lo portava sopra il Mali e sarebbe scomparso tra Gao e Tessalit. Le forze francesi riferirono di aver individuato i rottami del velivolo in un'area tra Gao e Kidal, in una regione desertica di difficile accesso. La Francia inviò un'unità militare per mettere in sicurezza i rottami dell'aereo di Air Algérie. Il presidente maliano Ibrahim Boubacar Keïta dichiarò che i rottami erano stati ritrovati nel deserto settentrionale del Paese, tra Aguelhok e Kidal.
I detriti furono ritrovati a sud-est di Gossi, in Mali, e il personale delle Nazioni Unite si mosse per mettere in sicurezza il sito dell'incidente il 25 luglio. La televisione francese mostrò le immagini del sito dello schianto riprese da un soldato del Burkina Faso. Il breve filmato mostrava un'area desolata con detriti sparsi e irriconoscibili. C'erano pezzi di metallo contorto ma nessuna parte identificabile come la fusoliera o la coda, o i corpi delle vittime. Sullo sfondo si intravedeva una vegetazione arbustiva. Un drone Reaper francese di base in Niger aveva individuato il relitto dopo aver ricevuto un allarme dai soldati del Burkina Faso e del Mali. Il primo ministro del Burkina Faso, Luc Adolphe Tiao, esaminò i video del sito affermando che l'identificazione delle vittime sarebbe stata difficile.

## Le indagini
Le autorità maliane aprirono un'inchiesta, con il presidente della Commissione d'inchiesta del Mali come direttore, e l'Ufficio francese di inchiesta e analisi per la sicurezza dell'aviazione civile (BEA) ha fornito assistenza tecnica.
Il 27 luglio, gli investigatori del BEA arrivarono sul luogo dell'incidente per raccogliere le prove. Vennero recuperate entrambe le scatole nere, e furono letti i dati del registratore di volo (FDR). Il registratore vocale della cabina di pilotaggio (CVR) era stato danneggiato nell'impatto e riparato, ma "le registrazioni che [il nastro magnetico] contiene sono inutilizzabili, a causa apparentemente di un malfunzionamento del registratore, senza alcun legame con i danni causati dall'incidente". Di conseguenza, l'indagine diede priorità a fonti alternative, come le registrazioni delle trasmissioni del traffico aereo.
Il 7 agosto, il team investigativo tenne una conferenza stampa presso la sede del BEA a Parigi. Il team delineò la sua struttura (tre gruppi di lavoro internazionali assegnati rispettivamente a "aeromobile", "sistemi" e "operazioni") e presentò una cronologia abbreviata e una ricostruzione della traiettoria di volo dell'aereo. La pubblicazione di un rapporto intermedio era prevista per metà settembre. Dopo la conferenza, Gérard Feldzer, un esperto di aviazione, dichiarò a BFMTV che la traiettoria del velivolo registrata dall'FDR suggeriva fortemente che l'aereo era entrato in uno stallo aerodinamico a causa del maltempo.
Il 20 settembre, il BEA pubblicò un rapporto intermedio sull'incidente. Il rapporto conteneva i dati estratti dall'FDR e una spiegazione del perché il CVR è in gran parte inutilizzabile: il CVR aveva registrato i rumori e le conversazioni della cabina di pilotaggio sul nastro magnetico, ma senza cancellare prima il contenuto esistente, per cui la registrazione era un mix di numerose ore di registrazione su un nastro di 32 minuti.
Il 2 aprile 2015, il BEA annunciò che era emerso che valori erratici e sbagliati del rapporto di pressione del motore (EPR) erano apparsi per entrambi i motori due o tre minuti dopo il livellamento a un'altitudine di 31 000 piedi (9 400 m). L'EPR è il parametro principale per la gestione della potenza del motore e deriva dai sensori di pressione all'ingresso dello stesso. In questo caso, i sensori erano probabilmente ostruiti dal ghiaccio. Tale formazione di ghiaccio è normalmente prevenuta da un sistema di aria calda, che probabilmente non è stato attivato dall'equipaggio durante la salita e la crociera, secondo l'"analisi dei dati disponibili" del BEA. I valori difettosi dell'EPR fecero sì che i controllori dei motori limitassero la spinta a molto meno di quanto richiesto per mantenere una velocità sufficiente per la stabilità all'altitudine che l'autopilota aveva cercato di mantenere aumentando l'angolo d'attacco fino allo stallo. Venti secondi dopo lo stallo iniziale, l'aereo aveva rollato improvvisamente e bruscamente a sinistra fino a raggiungere quasi l'inversione completa, quando l'autopilota si era disinserito, e si era inclinato con il muso verso il basso fino a raggiungere la verticale. Il BEA osservò che "i parametri registrati indicavano che non c'erano state manovre di recupero dello stallo da parte dell'equipaggio", mentre le deflessioni della superficie di controllo di volo erano rimaste quelle che normalmente indicano una cabrata verso destra. Il BEA scoprì due precedenti incidenti simili che avevano coinvolto MD-82 e MD-83, in cui gli equipaggi erano stati abbastanza attenti da notare la perdita di velocità e intervenire prima della perdita di controllo. Il primo era stato il volo Spirit Airlines 970. L'aereo coinvolto, registrato come N823NK, era un MD-82 in volo a metà giornata nel giugno 2002 quando aveva subito una perdita di spinta su entrambi i motori, in crociera a un'altitudine di 33 000 piedi (10 000 m). I due sensori di pressione, situati nei motori, erano stati bloccati da cristalli di ghiaccio, con conseguente indicazione errata e sovrastimata dell'EPR. L'equipaggio si èera accorto del calo di velocità e delle indicazioni precorritrici di uno stallo poco prima di disinserire l'autopilota e mettere l'aereo in discesa. Non avevano attivato i sistemi antighiaccio dei motori. Il secondo incidente, avvenuto nel giugno 2014, aveva coinvolto un MD-83 operato da Swiftair. L'equipaggio, consapevole del calo di velocità, aveva con successo ripreso il controllo dell'aereo.

### Analisi del diario di bordo
Il BEA rivelò che l'aereo aveva presentato diversi difetti tecnici, molti dei quali riguardavano il sistema EPR. Il 21 luglio 2013, c'erano stati guasti intermittenti all'automanetta che avevano portato alla sostituzione del trasmettitore EPR del motore n.2. Il 19 ottobre 2013, l'indicatore EPR del motore n.1 era stato trovato difettoso (nessuna visualizzazione dei valori) e il display era stato sostituito. Il 2 marzo 2014 era stato sostituito l'attuatore dell'automanetta. Durante il processo di ricollocazione, era stato visualizzato il messaggio di guasto "EPR LH". Era stato quindi sostituito anche il trasmettitore EPR sinistro. Inoltre, il 27 giugno 2014, uno stallo del compressore del motore aveva fatto annullare un decollo, a circa 80 nodi (150 km/h). A causa di ciò, il motore n. 1 era stato sostituito.

### Sequenza di eventi basata sull'analisi del FDR
La sequenza degli eventi, basata sull'analisi dell'FDR, è la seguente. L'equipaggio era stato preparato a volare verso Algeri da Ouagadougou. Poiché l'equipaggio avrebbe volato verso Algeri, avrebbe dovuto conoscere le condizioni meteorologiche della zona. L'equipaggio era arrivato a Ouagadougou un'ora prima e conosceva le condizioni meteorologiche della regione. Pertanto, era già a conoscenza dei rischi di turbolenza e formazione di ghiaccio durante il volo. Dopo aver gestito l'autorizzazione al volo, l'AH5017 decollò finalmente da Ouagadougou alle 01:15 ora locale (stessa ora dell'UTC). Non si verificarono incidenti durante la salita iniziale.
13 minuti dopo il decollo, mentre saliva al livello di volo 215 (21 500 piedi (6 600 m)), l'AH5017 deviò leggermente a sinistra per evitare un temporale nella zona. Segnalarono l'accaduto all'ACC di Ouagadougou. Tuttavia, pur sapendo che nella zona si era verificata una tempesta, i piloti non attivarono il sistema antighiaccio dei motori. In quel momento, la temperatura nell'area indicava un elevato rischio di formazione di ghiaccio. Secondo le procedure, il sistema antighiaccio dei motori avrebbe dovuto essere attivato. Anche se era probabile che si formassero cristalli di ghiaccio a causa della temperatura e delle condizioni atmosferiche della zona, la fusoliera sembrava non essere interessata dalla formazione di ghiaccio; stessa cosa per il parabrezza. La probabile assenza di ghiaccio sulla cellula (in particolare sui tergicristalli), la possibile mancanza di segni evidenti di cristalli di ghiaccio (che possono essere difficili da individuare visivamente, soprattutto di notte, e di solito non sono rilevabili dal radar meteorologico), oltre all'assenza di turbolenze significative, probabilmente non spinsero l'equipaggio ad attivare il sistema antighiaccio del motore.
L'aereo si livellò alle 01:37 ora locale. I piloti inserirono il pilota automatico e l'automanetta. Due minuti dopo il livellamento, la velocità dell'aereo aumentò. L'equipaggio selezionò quindi il regime di spinta di crociera sul TRP (Thrust Rating Panel). Poco dopo, i valori dell'EPR (Engine Pressure Ratio) del motore destro diventarono errati, probabilmente a causa dell'ostruzione del sensore di pressione di questo motore da parte di cristalli di ghiaccio. L'automanetta regolò quindi la spinta per evitare che i valori errati superassero il limite EPR nell'impostazione di crociera. La spinta erogata dai motori era quindi inferiore a quella necessaria per il volo livellato e la velocità dell'aereo continuava a diminuire. Per circa un minuto, il divario tra i valori EPR dei motori di destra e di sinistra aumentò gradualmente per poi stabilizzarsi tra 0,2 e 0,3 e l'automanetta passò per tre volte alla modalità MACH ATL. 55 secondi dopo l'anomalia del motore destro, anche i valori EPR del motore sinistro diventarono errati e iniziarono ad aumentare. A causa di questi valori, l'equipaggio si rese conto che si era verificata un'anomalia. Cinque secondi dopo, e per quattro secondi, questo aumento venne interrotto da una diminuzione del numero di giri di entrambi i motori. Questa diminuzione potrebbe essere stata causata dalla riduzione dell'obiettivo di Mach da parte dell'equipaggio o da una diminuzione manuale dei giri dei motori, in seguito al superamento dell'automanetta. Tuttavia, nonostante le numerose anomalie riscontrate nei motori, la velocità dell'aereo era ancora vicina alla normale velocità di crociera, inducendo l'equipaggio a non attivare il sistema antighiaccio del motore. Non sapevano che la spinta del motore dell'aereo era in realtà insufficiente a causa del blocco dei sensori di pressione. Il numero di giri del motore aumentò nuovamente fino a quando i valori errati dell'EPR sinistro raggiunsero il limite. La spinta erogata dai motori rimase inferiore a quella richiesta in questa fase di volo e l'aereo continuò a decelerare. Il divario tra l'EPR destro e l'EPR sinistro si avvicinò ai valori tipici dell'EPR in crociera. I valori di N1 erano leggermente inferiori a quelli tipici di crociera (77% invece di 80-85%). L'incongruenza tra i valori di EPR e N1 fu quindi difficilmente percepita dall'equipaggio, tanto più che la documentazione non disponeva di una tabella delle azioni corrette tra EPR e N1 e i piloti non erano stati addestrati a osservare l'azione corretta tra questi due parametri. Inoltre, erano ancora impegnati a cercare di evitare un sistema di tempeste nelle vicinanze e a contattare Niamey.
La velocità dell'AH5017 diminuì ulteriormente fino a 210 nodi (390 km/h), quasi alla velocità di stallo aerodinamico. L'ago dell'indicatore di Mach era vicino alla verticale, una lettura che avrebbe dovuto essere notata dal personale di volo, che avrebbe dovuto mettere l'aereo in discesa. Tuttavia, si limitarono a premere la leva della spinta. Questa era l'azione corretta quando c'era un problema con il sistema EPR. Tuttavia, questa azione da sola non corrisponde alla reazione che ci si aspetta da un equipaggio in fase di avvicinamento allo stallo. Avrebbero dovuto far scendere l'aereo. Notarono che c'era un problema nell'EPR. L'automanetta si disinserì alla velocità di 203 nodi (376 km/h). Sullo schermo della cabina di pilotaggio apparve l'avviso "SPEED LOW" ("velocità bassa"). Tuttavia, poiché i piloti stavano gestendo il contatto con l'ACC di Niamey, reagirono lentamente. A questo punto, l'autopilota era ancora inserito.
Quando la velocità raggiunse i 200 nodi (370 km/h), scattò lo stick shaker, seguito tre secondi dopo dall'attivazione dell'avviso di stallo. Da questo momento in poi, l'altoparlante laterale del comandante trasmetteva solo l'avviso "STALL", mentre quello del primo ufficiale Caimari alternava l'avviso di "STALL" con gli altri avvisi attivi. Quando si verifica uno stallo, l'equipaggio dovrebbe scollegare l'autopilota ed eseguire la procedura di recupero dello stallo. L'equipaggio non compì nessuna delle due azioni, il che indicava che non capiva cosa si stesse verificando. Per mantenere l'altitudine, l'autopilota comandò un movimento continuo verso l'alto dello stabilizzatore orizzontale e degli equilibratori. Ciò provocò un aumento dell'angolo d'attacco fino a 24°, ovvero 13° in più rispetto all'angolo d'attacco di stallo nelle condizioni dell'evento, nonché la trasmissione di diversi avvisi di "MOVIMENTO STABILIZZATORE". I compressori di entrambi i motori stallarono, probabilmente a causa all'elevato angolo di attacco dell'aereo. I giri di entrambi i motori scesero a valori prossimi al minimo.  Non ci fu alcun segno di reazione da parte dell'equipaggio, a parte i movimenti della manetta, fino alla disconnessione dell'autopilota, avvenuta 25 secondi dopo l'attivazione dello stick shaker. La velocità era allora di 162 nodi (300 km/h), l'altitudine era diminuita di circa 1 150 piedi (350 m). L'aereo stava virando a sinistra e il suo beccheggio stava diminuendo. L'equipaggio applicò principalmente input di rollio verso destra per riportare le ali in piano e input di sollevamento del muso, contrariamente a quelli richiesti per recuperare lo stallo, e continuarono a farlo fino a quando il volo 5017 non toccò terra.

### Conclusioni
Il 22 aprile 2016, il BEA concluse la causa dell'incidente come segue: "La velocità del velivolo, comandata dall'autopilota, era diminuita a causa dell'ostruzione dei sensori di pressione situati sui coni dei motori, probabilmente a causa di cristalli di ghiaccio. Il pilota automatico aveva quindi aumentato gradualmente l'angolo di attacco per mantenere l'altitudine fino a quando il velivolo era andato in stallo. Lo stallo non era stato recuperato. Il velivolo aveva mantenuto un assetto di pitch-down e un angolo di inclinazione a sinistra verso il suolo, mentre le superfici di controllo erano rimaste principalmente deviate in cabrata e in direzione di una inclinazione a destra. Il velivolo aveva toccato il suolo ad alta velocità".
Fattori contributivi:
- la mancata attivazione dei sistemi antighiaccio dei motori;
- l'ostruzione dei sensori di pressione Pt2, probabilmente da parte di cristalli di ghiaccio, che aveva generato valori EPR errati che avevano indotto l'automanetta a limitare la spinta prodotta dai motori a un livello inferiore a quello necessario per mantenere il velivolo a FL310;
- la reazione tardiva dell'equipaggio alla diminuzione della velocità e ai valori EPR errati, forse legata al carico di lavoro associato all'evitamento della zona convettiva e alle difficoltà di comunicazione con il controllo del traffico aereo;
- la mancata reazione dell'equipaggio alla comparsa del buffet, dello stick shaker e dell'avviso di stallo;
- la mancanza di input appropriati sui comandi di volo per recuperare da una situazione di stallo;
- la procedura FCOM relativa all'attivazione dei sistemi antighiaccio non era stata adattata all'ostruzione del sensore di pressione Pt2 da parte dei cristalli di ghiaccio;
- informazioni insufficienti per gli operatori sulle conseguenze dell'ostruzione del sensore di pressione Pt2 a causa della formazione di ghiaccio;
- la logica di attivazione dello stick shaker e dell'avviso di stallo che aveva portato all'attivazione tardiva di questi dispositivi in relazione allo stallo del velivolo in crociera;
- la logica dell'autopilota che gli consentiva di continuare a impartire comandi di cabrata oltre l'angolo di stallo, aggravando così la situazione di stallo e aumentando le difficoltà di recupero dell'equipaggio.[18]

Il BEA ha emesso più di 20 raccomandazioni in risposta all'incidente, molte delle quali si rifacevano a precedenti incidenti aerei, tra cui il volo West Caribbean Airways 708, il volo Air France 447 e il grave inconveniente a bordo del volo Spirit Airlines 970. Alcune delle raccomandazioni si basavano sulle operazioni di ricerca e soccorso, sui malfunzionamenti del CVR e su una raccomandazione "urgente" alla FAA in merito alla formazione di ghiaccio sugli aerei.